# Lykkja kapell
Lykkja kapell ligger på en höjd norr om sjön Tisleifjorden i Hemsedals kommun, Buskerud fylke, Norge.

## Kyrkobyggnaden
Lykkja kapell uppfördes efter ritningar av arkitekt Trygve M. Davidsen, färdigställdes sommaren 1961 och invigdes den 20 augusti. Kapellet är byggt av trä och består av ett långhus med öst-västlig orientering. Vid östra kortsidan finns ett lägre vapenhus med ingång. Långhus och vapenhus täcks av varsitt sadeltak. Nära västra kortsidan finns en låg takryttare. Kyrkorummet har ett smalare kor i väster. Norr om koret finns en sakristia. På västra korväggen ovanför altare finns en väggmålning utförd av kyrkans arkitekt Trygve M. Davidsen. Motivet är Den gode herden och under målningen finns ett bibelcitat från Jesaja 40:11.

## Inventarier
- Framme vid koret finns en sexsidig dopfunt av trä som står på tre ben.
- Vid koret står en predikstol av trä.
- Orgeln är ett harmonium av märket Mason & Hamlin.
- I koret står altare och altarring av trä. På altaret står ett kors av smidesjärn.